# Alexander Alexandrowitsch Mnuschkin
Alexandre Mnouchkine (russisch Александр Александрович Мнушкин, Alexander Alexandrowitsch Mnuschkin, wissenschaftl.-translit.: Aleksandr Aleksandrovič Mnuškin, * 10. Februar 1908 in Sankt Petersburg; † 3. April 1993 in Neuilly-sur-Seine, Département Hauts-de-Seine) war ein russisch-französischer Filmproduzent.

## Biografie
Alexandre Mnouchkine wurde 1908 in Sankt Petersburg geboren, damals Hauptstadt des Russischen Reiches. Nach Ausbruch der Russischen Revolution flüchtete er mit seiner Familie nach Frankreich, wo er 1930 die französische Staatsbürgerschaft erhielt. In seiner neuen Heimat versuchte sich der junge Mnouchkine als Musiker, wandte sich jedoch bald dem Film zu, wo er als Pianist in die Stummfilmproduktionen von René Clair involviert war. Obwohl er selbst mit einer Karriere als Kameramann geliebäugelt hatte, begann Mnouchkine ab 1932 als Filmproduzent zu arbeiten, ehe der Zweite Weltkrieg seine Karriere unterbrach. Als Jude war er gezwungen in dieser Zeit unterzutauchen und er agierte als Mitglied der Résistance, der französischen Widerstandsbewegung, gegen die deutsche Besatzungsmacht. Nach Beendigung des Zweiten Weltkriegs trat Mnouchkine wieder als Filmproduzent in Erscheinung. Gemeinsam mit dem ebenfalls aus Russland immigrierten Georges Dancigers (1908–1993) und Francis Cosne (1916–1984) gründete er 1945 die Produktionsgesellschaft Les Films Ariane, die er nach seiner 1939 geborenen Tochter Ariane Mnouchkine benannte. Die später erfolgreiche Theater- und Filmregisseurin, die seine Filmauswahl als zu kommerziell kritisierte, stammte wie seine zweite Tochter Joelle aus der Ehe mit der Engländerin June Hannen, deren Vater der populäre Bühnenschauspieler Nicholas Hannen (1881–1972) war.
Mit Les Films Ariane produzierte Alexandre Mnouchkine 1947 Henri Decoins Krimidrama Nicht schuldig. Ein Jahr später folgten mit Der Doppeladler und Die schrecklichen Eltern zwei Werke von Jean Cocteau, in denen der Lebensgefährte des Filmregisseurs, Jean Marais, die männlichen Hauptrollen bekleidete. Mnouchkine bewunderte die Professionalität, die Cocteau an den Tag legte und glaubte, dass seine eigenen Visionen von Kunst und Kino durch ihre Zusammenarbeit angereichert worden waren. Anfang der 1950er Jahre wandte sich Mnouchkine dem kommerziellen Kino zu und fungierte als Produzent und Koproduzent an u. a. Christian-Jaques Mantel-und-Degen-Filmen Fanfan, der Husar mit Gérard Philipe in der Titelrolle und Lucrezia Borgia (beide 1952), Julien Duviviers Don Camillos Rückkehr (1953) oder der Spionagekomödie Babette zieht in den Krieg (1959) mit der jungen Brigitte Bardot in der Hauptrolle. Der große Erfolg für Mnouchkine und Dancigers stellte sich in den 1960er Jahren ein, als eine langjährige Zusammenarbeit mit Philippe de Broca folgte, aus der u. a. die Komödien Cartouche, der Bandit (1961), Abenteuer in Rio (1964), Die tollen Abenteuer des Monsieur L. (1965) und Le Magnifique (1973) hervorgingen. In allen Filmen spielte Jean-Paul Belmondo die Hauptrolle. Der einflussreiche Darsteller der Nouvelle Vague war zu dieser Zeit Frankreichs populärster Akteur. Les Films Ariane etablierte sich daraufhin in Frankreich als eine der großen Filmproduktionsgesellschaften und Mnouchkine gelang es eine Brücke zwischen Kommerz und dem angesehenen Autorenkino zu schlagen. „Er war eine Inspiration für eine Generation von Filmemachern“, und „ein sehr engagierter Mann, der Filme liebte“, so sein Berufskollege Frederic Golchan. Mnouchkine finanzierte mit gleichem Eifer Projekte renommierter Filmemacher, wie Lebe das Leben (1967), Der Mann, der mir gefällt und Das Leben, die Liebe, der Tod (beide 1969) von Claude Lelouch, Alain Resnais’ Drama Stavisky, Bertrand Bliers Oscar-prämierte Tragikomödie Frau zu verschenken (1978) oder den César-Gewinner La Balance – Der Verrat (1982) von Bob Swaim. Selbst mit dem wichtigsten französischen Filmpreis ausgezeichnet wurde Mnouchkine 1981, als er gemeinsam mit Georges Dancigers für seine Verdienste im französischen Kino den Ehrenpreis erhielt. Im selben Jahr wurde der gemeinsam produzierte Thriller Das Verhör von Claude Miller mit vier Césars ausgezeichnet, dem verstärkt weitere Filme dieses Genres folgten.
Neben der Arbeit als Produzent übernahm Alexandre Mnouchkine auch gelegentlich Statistenrollen in Filmen, so etwa in Gérard Krawczyks hochgelobten Spielfilmdebüt Ich hasse Schauspieler! (1986). Im selben Jahr war Mnouchkine Jurymitglied der Filmfestspiele von Cannes, während Les Films Ariane von der Cora-Reveillon-Gruppe aufgekauft wurde. Zwar verlor er den Direktorenposten, wurde aber Hausproduzent des neuen Besitzers und koproduzierte Werke wie Jean-Jacques Annauds Literaturverfilmung Der Name der Rose (1986) oder Giuseppe Tornatores Oscar-prämiertes Drama Cinema Paradiso (1988). 1989 bekleidete Mnouchkine das Amt des Präsidenten der Académie des Arts et Techniques du Cinéma, die jährlich den französischen Filmpreis César vergibt und war für die internationale Koproduktion Die Französische Revolution – Jahre der Hoffnung/Jahre des Zorns mit Klaus Maria Brandauer als Georges Danton und Jane Seymour in der Rolle der Marie-Antoinette zuständig. Robert Enricos und Richard T. Heffrons Zweiteiler, mit einem Budget von 50 Mio. US-Dollar zu jener Zeit als teuerster europäischer Film proklamiert, hatte Mnouchkine besonders gereizt, da die Realisierung des Projekts als unmöglich galt. In seinen letzten Lebensjahren näherte sich der Filmproduzent seinem Heimatland Russland wieder an, wo er Eldar Ryazanovs Film Predskazaniye finanzierte. Für den romantischen Thriller mit Irène Jacob schrieb er auch am Drehbuch mit. Seit 1975 in zweiter Ehe mit der französischen Schauspielerin Simone Renant (1911–2004) verheiratet, verstarb Mnouchkine im Alter von 85 Jahren an Herzversagen. Bereits 1981 hatte Mnouchkine, der von dem ehemaligen United Artists International-Präsidenten Lee Katz (1914–2003), als „unübertroffene Kraft im französischen Kino und wahrer Gentleman“ geschätzt wurde, einen schweren Herzinfarkt erlitten. In seiner Karriere produzierte Alexandre Mnouchkine fast fünfzig Filme, darunter auch der 1994 erschienene Thriller Eine reine Formalität von Giuseppe Tornatore.

## Filmografie (Auswahl)
- 1947: Nicht schuldig (Non coupable)
- 1948: Der Doppeladler (L’aigle à deux têtes)
- 1948: Die schrecklichen Eltern (Les Parents terribles)
- 1952: Fanfan, der Husar (Fanfan la Tulipe)
- 1953: Lucrezia Borgia (Lucrèce Borgia)
- 1954: Madame Dubarry (Madame du Barry)
- 1956: TKX antwortet nicht (Si tous les gars du monde)
- 1962: Cartouche, der Bandit (Cartouche)
- 1962: Kadmos – Tyrann von Theben (Arrivano i titani)
- 1964: Abenteuer in Rio (L’Homme de Rio)
- 1967: Lebe das Leben (Vivre pour vivre)
- 1967: Der Millionen-Coup der Zwölf (Mise à sac)
- 1969: Der Mann, der mir gefällt (Un homme qui me plaît)
- 1970: Voyou – Der Gauner (Le Voyou)
- 1972: Die Affäre (Chère Louise)
- 1973: Le Magnifique – ich bin der Größte (Le Magnifique)
- 1973: Die Filzlaus (L’emmerdeur)
- 1974: Stavisky
- 1975: Adieu, Bulle (Adieu poulet)
- 1977: Ein anderer Mann – eine andere Frau (Un autre homme, une autre chance)
- 1978: Frau zu verschenken (Préparez vos mouchoirs)
- 1979: Edouard, der Herzensbrecher (Le Cavaleur)
- 1979: Ein Mann in Wut (L’Homme en colère)
- 1980: Wer hat den Schenkel von Jupiter geklaut? (On a volé la cuisse de Jupiter)
- 1981: Das Verhör (Garde à vue)
- 1981: Der Profi (Le Professionnel)
- 1982: La Balance – Der Verrat (La Balance)
- 1985: Der Boß (Hold-Up)
- 1989: Die Französische Revolution – Jahre der Hoffnung/Jahre des Zorns (La Révolution française)

## Auszeichnungen
- 1982: Ehrenpreis bei der César-Verleihung
- 1990: Nominierung für den Gemini Award für Die Französische Revolution – Jahre der Hoffnung/Jahre des Zorns (Beste dramatische Miniserie)